# Fred Scamaroni
Il Fred Scamaroni è stato un traghetto, appartenuto alla SNCM dal 1965 al 1980.

## Servizio[1]
Varato il 30 novembre 1964 nel cantiere navale Forges & Ateliers et Chantiers de Mediterranee di La Seyne con il nome di Fred Scamaroni e completato a Port De Borc, viene consegnato alla Compagnie Générale Transatlantique nel giugno dello stesso anno.
Il 26 giugno 1965, durante una serie di test ai motori, scoppia un incendio nella sala macchine del traghetto, che ritarda quindi l'ingresso in linea di circa undici mesi, durante i quali è sostituito dal Napoléon e dal Cyrnos.
Giunto per la prima volta a Marsiglia il 16 maggio 1966, entra in servizio in sostituzione del Cyrnos tra Marsiglia e Ajaccio il giorno seguente, il 27 maggio scala per la prima volta a Nizza.
Il 20 gennaio 1967, durante le manovre nel porto di Ajaccio, entra in collisione con la banchina.
Nell'aprile del 1967 viene sostituito dal transatlantico Commandant Quere durante la sosta tecnica a Marsiglia.

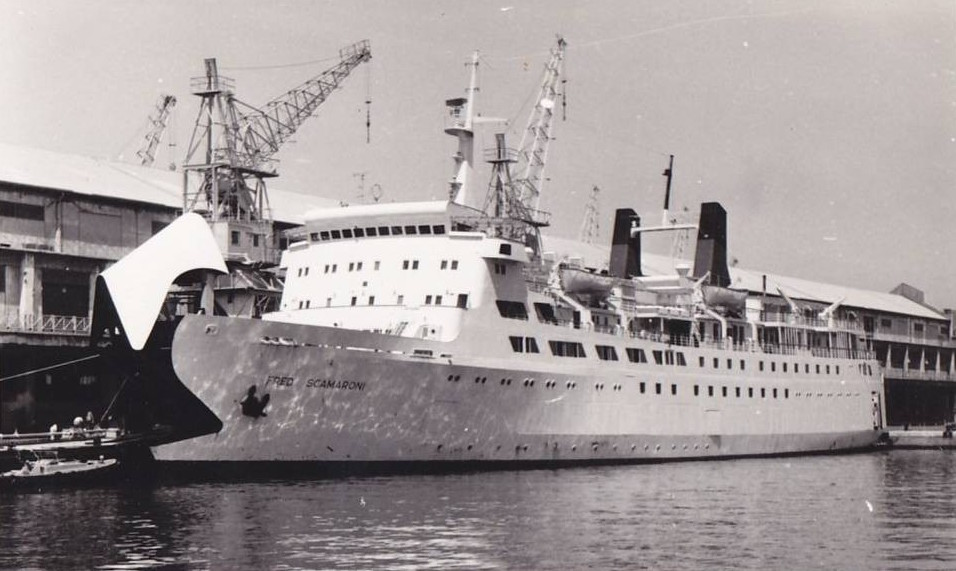
Il Fred Scamaroni ormeggiato a Marsiglia nel 1968.

Il 22 aprile 1970, durante la navigazione da Marsiglia a Bastia, scoppia un incendio a bordo del traghetto, prontamente domato dall'equipaggio.
Disarmato a Marsiglia, viene messo in vendita con l'entrata in flotta del nuovo Cyrnos e viene acquistato dalla Olau Line il 31 gennaio 1980 per circa 4 milioni di dollari.
Ribattezzato Nuits Saint George, prende servizio tra Ramsgate e Dunkerque a partire dal 15 maggio 1980.
Con il fallimento della compagnia a settembre del 1980, viene disarmato nel porto di Flessinga.
A novembre 1981 viene acquistato dall'egiziana Lord Maritime Enterprise of Egypt per 3,6 milioni di fiorini e ribattezzato Lord Sinai e prende servizio sulla Suez-Aqaba a partire dal 1982.
Nel 1984 viene ribattezzato Al Tahra.
Nel 1988 viene venduto alla Samatour Shipping Company e viene ribattezzato Salam Express, prendendo servizio tra Gedda, Safaga e Suez.
Il 15 dicembre 1991, durante una navigazione in condizioni meteo avverso, urta degli scogli a sei miglia da Safaga ed affonda, portando con sé 450 vite, sulle 654 presenti a bordo.

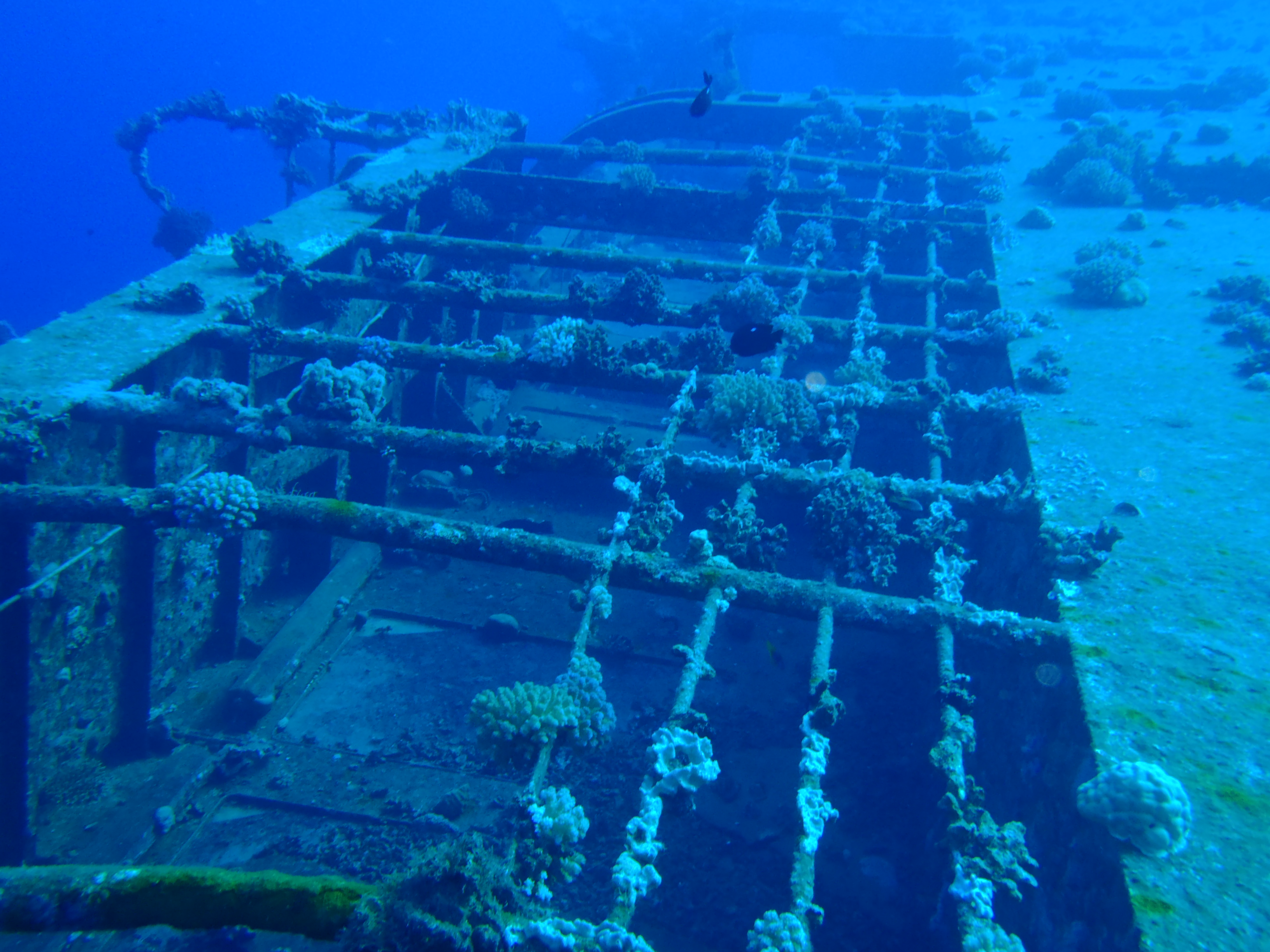
Il relitto del Salam Express sul fondo del Mar Rosso.